# Obi Enechionyia
Obinna Kenechukwu Enechionyia (nacido el 19 de septiembre de 1995 en Springfield, Virginia) es un jugador de baloncesto estadounidense con nacionalidad nigeriana que actualmente se encuentra sin equipo. Con una altura oficial de 2,08 metros, puede jugar en las posiciones de pívot o ala-pívot.

## Trayectoria
Es un jugador formado en Temple Owls desde 2014 a 2018, donde promedió 10,8 puntos por partido y 5,8 en su última temporada en la NCAA.
Participó en la liga de verano de la NBA en las filas de los Detroit Pistons.
En agosto de 2018, se compromete con el Real Betis Energía Plus para jugar en Liga LEB Oro durante una temporada, refuerza al conjunto sevillano para intentar devolverlo a la Liga ACB.
En julio de 2019, con el Coosur Real Betis recién ascendido a la Liga ACB, firma por una temporada, más otra opcional.
El 17 de enero de 2021 firmó por el Iraklis BC de la A1 Ethniki por una temporada.
El 14 de agosto de 2021, firma por el Alliance Sport Alsace del Campeonato de Francia de Baloncesto Pro B.
El 27 de julio de 2022, firma por el San Pablo Burgos de la Liga LEB Oro.